# Фей, Мануэль Жан Огюст
Мануэль Жан Огюст Фей (фр. Dufayet (Fey) Manuel Jan August; 1887—?) — французский военный лётчик Первой мировой войны.

## Биография
Родился 24 мая 1887 года в Париже.
С 8 октября 1908 года служил во французской артиллерии. После мобилизации работал шофером, а также обучался полетам на аэропланах частным образом. 
Участник Первой мировой войны, на которую был призван 7 апреля 1914 года из запаса. Сразу стал учеником лётчика, с 15 апреля 1915 года — военный летчик. Отличился в боях под Верденом. Затем был переведен на русский фронт в составе Французского авиационного дивизиона в России. В это время был второй лейтенант французской армии и подпоручик РИА. 20 июля 1917 года сбил неприятельский самолет. 
8 апреля 1918 года возвратился из России во Францию и уже 24 апреля был командирован в Тунис. 
Дата и место смерти неизвестны.

## Награды
- Имел награды, среди которых российские ордена Св. Станислава 2-й степени с мечами (15 октября 1917) и Св. Георгия 4-й степени (31 октября 1917, «за то, что во время воздушной разведки 20-го июля 1917 г. атаковал два неприятельских самолета и пулеметным огнем сбил одного из них. Сбитый самолет упал в расположении противника. Раненый пулей в правое бедро он продолжал бой с другим противником и, выполнив разведку, вернулся в наше расположение»), а также французские Военный крест (с тремя пальмами: первая - 08.12.1916, «за успешные бомбометания»; вторая - 13.06.1917, «за успешные и самоотверженные истребительные и разведывательные полеты в районе Вердена в июле 1916 г.»; третья - 13.11.1917) и Почётного легиона.